# Валюк, Владислав Андреевич
Владислав Андреевич Валюк (бел. Уладзіслаў Валюк; род. 7 ноября 1998, Минск) — белорусский шашист, международный гроссмейстер (русские шашки). В русских шашках — вице-чемпион мира 2019 года по версии МФШ, вице-чемпион мира 2018 года среди молодёжи (рапид), медалист чемпионата Белоруссии 2021 года. В международных шашках — призёр командного чемпионата Европы (2017), чемпион Европы 2019 года среди молодёжи (рапид и блиц), призёр чемпионатов мира среди кадетов и юниоров, победитель (блиц) и медалист (классическая программа) чемпионатов Белоруссии.

## Биография
Родился в семье шашечного гроссмейстера Андрея Валюка. Сам начал играть в шашки с семи лет. Тренировался в СДЮШОР № 11 по шахматам и шашкам у Сергея Носевича, стал стипендиатом Президентского спортивного клуба Белоруссии. После поступления Владислава на факультет международных отношений БГУ его отец, ранее тренировавший шашистов этого вуза, возобновил тренерскую работу, в том числе занимаясь и с сыном.
В 2012 году стал бронзовым призёром чемпионата Европы среди кадетов (юношей 1996—1998 годов рождения) по международным шашкам, проходившего в белорусском Борисове. В 2014 и 2015 годах занимал вторые места в чемпионатах мира по международным шашкам среди кадетов и юниоров, в первом случае проиграв в дополнительном матче нидерландцу Яну Грунендейку, а во втором пропустив вперёд представителя этой же страны Мартейна ван Эйзендорна. В 2018 году стал серебряным призёром чемпионата мира по русским шашкам среди молодёжи в болгарском Краневе (в дисциплине рапид, или быстрые шашки), а на следующий год в Варшаве выиграл чемпионат мира среди молодёжи по международным шашкам в рапиде и блице (молниеносной игре).
Задолго до конца молодёжной карьеры начал успешно выступать в соревнованиях среди взрослых. В 2017 году со сборной Белоруссии принял участие в командном чемпионате Европы по международным шашкам в Вильнюсе. В отсутствие команд Нидерландов и Украины Валюк, Носевич и Алексей Куница пропустили вперёд только российских шашистов, опередив хозяев соревнований и завоевав серебряные медали. В 2018 году имевший звание мастера Валюк занял второе место в чемпионате Белоруссии по международным шашкам, набрав в 11 турах кругового турнира 16 очков — столько же, сколько и чемпион. Соседями 19-летнего Валюка по таблице стали международные гроссмейстеры Евгений Ватутин и Александр Булатов (предыдущий чемпион Белоруссии).
Летом 2019 года в Риге на чемпионате мира по блицу в шашках-100 Валюк завоевал бронзовую медаль в командном зачёте (с Ватутиным и Куницей). Позже в том же году вместе с отцом участвовал в чемпионате мира по русским шашкам в Свети-Власе (Болгария). Личная встреча между старшим и младшим представителями семейства Валюков завершилась вничью, а в турнирной таблице Владислав опередил Андрея: сын, проиграв ещё одному белорусу Игорю Михальченко, завоевал серебряную медаль чемпионата в классической программе, а отец — бронзовую. По итогам чемпионата мира Владиславу Валюку было присвоено звание международного гроссмейстера по русским шашкам.
В 2020 году завоевал звание чемпиона Белоруссии по международным шашкам в блице, а в 2021 году стал бронзовым призёром чемпионата страны по шашкам-64 в классической программе, снова пропустив вперёд Михальченко, а также Алексея Куницу.